# Tessancourt-sur-Aubette
Tessancourt-sur-Aubette è un comune francese di 973 abitanti situato nel dipartimento degli Yvelines nella regione dell'Île-de-France.

## Società

### Evoluzione demografica
Abitanti censiti